# Pingaring
Pingaring is een plaats in de regio Wheatbelt in West-Australië.

## Geschiedenis
Ten tijde van de Europese kolonisatie leefden de Njakinjaki Nyungah in de streek. John Septimus Roe verkende de streek in 1848. De eerste Europeanen die er zich vestigden waren sandelhoutsnijders.
In 1930 werd de ligging van de spoorweg tussen Lake Grace en Hyden vastgelegd, met een nevenspoor waar pas in 1963 Pingaring officieel zou gesticht worden. De naam is van oorsprong Aborigines en werd voor het eerst in 1926 vermeld. Het was de naam voor een nabijgelegen waterbron.
In 1931 werd een winkel geopend aan het nevenspoor. De winkel verzorgde ook postdiensten. Dat jaar bouwde de Western Australian Government Railways er een watertank waardoor de plaats van cruciaal belang werd voor de spoorwegarbeiders en stoomtreinen. Rond 1939 bouwde de Co-operative Bulk Handling Group aan het nevenspoor een installatie voor het vervoer van graan in bulk. Nog in 1939 werd een schooltje geopend. In 1954 werd de school in een nieuw groter gebouw ondergebracht.
Tot in de jaren 1950 deden reizigerstreinen het plaatsje aan waarna een busdienst werden ingelegd. De 'Pingaring Memorial Hall', een gemeenschapszaal, opende in september 1956. In datzelfde jaar, op 14 november 1956, opende de lokalen van de in 1949 opgerichte plaatselijke afdeling van de Country Women's Association of Western Australia.
In 1957 werd de spoorweg volledig gesloten maar de weginfrastructuur bleek niet toereikend voor zwaar vervoer. De spoorweg heropende in 1960 voor het vervoer van graan, wol en superfosfaten. Het openbaar vervoer bleef uit een busdienst bestaan.

## Beschrijving
Pingaring maakt deel uit van het lokale bestuursgebied (LGA) Shire of Kulin, een landbouwdistrict. Het is een verzamel- en ophaalpunt voor de oogst van de in de streek bij de Co-operative Bulk Handling Group aangesloten graanproducenten.
Pingaring heeft een gemeenschapszaal en enkele sportfaciliteiten. In 2021 telde het 60 inwoners, tegenover 140 in 2006.

## Transport
Pingaring ligt langs de 'N Lake Grace - Karlgarin Road' die State Route 40 en State Route 107 verbindt. Het ligt 341 kilometer ten oostzuidoosten van de West-Australische hoofdstad Perth, 191 kilometer ten noordwesten van het aan de South Coast Highway gelegen Ravensthorpe en 45 kilometer ten oosten van Kulin, de hoofdplaats van het lokale bestuursgebied waarvan het deel uitmaakt.
De spoorweg die langs Pingaring loopt maakt deel uit van het goederenspoorwegnetwerk van Arc Infrastructure.

## Trivia
De bedreigde endemische Caladenia graniticola wordt ook wel de 'Pingaring spider orchid' genoemd.
Schrijfster Fiona Palmer leeft in Pingaring.